# Friedrich Krauss
Friedrich Salomon Krauss, född 7 oktober 1859 i Požega, död 29 maj 1938 i Wien, var en kroatisk  filolog och etnograf.
Krauss blev 1882 filosofie doktor i klassisk filologi vid Wiens universitet. Han inriktade sig därefter på sydslavisk etnografi och folklore, Han företog 1884-85 en forskningsresa i Bosnien, Hercegovina och Dalmatien och skapade en betydande samling av episka visor. Han studerade därefter erotisk folklore och bidrog till att lägga grunden till den psykoanalytiska skolan i Wien. Han författade åtskilliga arbeten rörande Balkanfolkens sedvänjor och sagor.